# Романенко, Алина Михайловна
Алина Михайловна Романенко — доктор медицинских наук, профессор, академик НАМН и член-корреспондент НАН Украины, зарубежный член Королевской Медицинской Академии Испании, заведующая отделом патоморфологии Института урологии АМН Украины. Фундатор и Президент Украинского Отделения Международной Академии Патологии, член Advisory Board Европейского Общества Патологов (ESP). Заслуженный деятель науки Украины, лауреат Государственной премии Украины.

## Биография
Родилась 25 июля 1938 год в Киеве. Отец – Гарф Михаил Эрнестович, известный конструктор, доктор технических наук, профессор, лауреат Государственной премии СССР, один из авторов танка Т-34 и лунохода, работал в Институте Механики АМН Украины. Мать – Лисовецкая Ирина Викторовна – врач-кардиолог, старший научный сотрудник Института Кардиологии им. Акад. Н.Д. Стражеско. Закончила Киевский медицинский институт (1961).
А.М. Романенко – известный в Украине и за её пределами ученый – онкопатолог, а также клинический патолог – основатель украинской научной школы онкопатологии в области урологии и нефрологии. Научные исследования  касаются онкопатологии, в том числе классификации, ранней диагностики, прогнозирования и лечения предрака и ранних форм рака системы мочеполовых органов, проблем мужского бесплодия, изучения молекулярно-генетических изменений мочеполовых органов у людей вследствие аварии на ЧАЭС. Автор более 400 научных работ, в том числе 14 монографий, из которых 7 с участием зарубежных коллег, в том числе «Новые морфологические методы в онкологии», «Клиническая морфология в урологии и нефрологии» (1990), «Герминативные опухоли яичка» (1991), «Предрак мочевого пузыря» (1994), «Прогнозирование клинического течения уротелиальных опухолей мочевого пузыря» (1998), «Медичні наслідки аварії на Чорнобильській атомній електростанції» (200),  “Health effects of the Chernobyl accident, a quarter of Century aftermath” (2011). Подготовила 15 докторов , 33 кандидатов наук. Основатель научной школы по онкопатологии в области урологии.
Член Европейского общества патологов и эксперт Международного Центра по изучению опухолей мочеполовых органов при Всемирной Организации Здравоохранения (ВОЗ), где участвовала в создании двух новых международных гистологических классификаций ВОЗ опухолей мочевого пузыря и яичка у человека. На протяжении последних 30 лет активно сотрудничает с учеными из университетов г. Осака (Япония), Мальмо (Швеция), Валенсия (Испания), Будапешт (Венгрия),  Познань (Польша). Ею, совместно с японскими, шведскими и испанскими коллегами проведены пионерские исследования по гистогенезу, а также молекулярным особенностям канцерогенеза в мочевом пузыре, почке, предстательной железе, индуцированного хроническим долговременным действием малых доз ионизирующего излучения у лиц, проживающих в загрязненных радионуклидами регионах Украины. За комплекс работ по данной проблеме в 2007 году награждена Государственной премией Украины.
Полученные результаты опубликованы в журналах по онкологии, урологии и патологии США, Европы, Японии («Cancerogenesis», «Cancer Research», « J. Urology», « Virchow Archiv», «Int. J.Cancer», и другие).

## Награды
- Заслуженный деятель науки и техники УССР (1990).
- Вице-президент Ассоциации патологов Украины (с 1993).
- Президент Украинского отделения Международной Академии Патологии (1995)
- Нагрудний знак «За заслуги» (1999)
- Почетная Грамота Верховной Рады Украины (2003).
- Орден «За заслуги» III ст. (2003).
- Орден «За заслуги» II ст.(2013)
- Медаль имени Минха (2013)